# Diecezja Tuxtepec
Diecezja Tuxtepec (łac. Dioecesis Tuxtepecensis) – diecezja Kościoła rzymskokatolickiego w Meksyku. 

## Historia
8 stycznia 1979 roku papież Jan Paweł II konstytucją apostolską Nuper sacer erygował diecezję Tuxtepec. Dotychczas wierni z tym terenów należeli do prałatury terytorialnej Huautla.

## Ordynariusze
- José de Jesús Castillo Rentería MNM (1979 - 2005)
- José Antonio Fernández Hurtado (2005 - 2014)
- José Alberto González Juárez (od 2015)